# Vancouver Canucks
Die Vancouver Canucks (IPA: [væn.ˈkuːvɚ kəˈnʌks]; umgangssprachliche Bezeichnung von Kanadiern Canuck) sind ein kanadisches Eishockeyfranchise der National Hockey League aus Vancouver in der Provinz British Columbia. Am 22. Mai 1970 wurde die Zusage nach Vancouver vergeben, die schließlich zum Beginn der Saison 1970/71 den Spielbetrieb in der NHL aufnahmen, nachdem das Team schon seit 1945 in anderen Ligen aktiv gewesen war. Die Teamfarben sind Blau, Grün, Silber und Weiß.
Die Canucks tragen ihre Heimspiele in der Rogers Arena aus und sind eines von sieben in Kanada beheimateten Franchises. Über die Jahre hinweg gab es drei sportliche Höhepunkte in der Geschichte der Canucks. Im Jahr 1982 erreichte das Team überraschend zum ersten Mal die Finalserie um den Stanley Cup. Nach vielen Jahren im Mittelmaß schafften sie zu Anfang der 1990er Jahre wieder den Sprung in die Spitzengruppe der Liga. 1994 und 2011 zog das Team erneut in die Finalserie ein, wobei der Titelgewinn erneut verwehrt blieb.

## Geschichte
Vancouver hat eine lange Geschichte im Eishockey. Im ersten Stadion mit Kunsteis im Westen von Kanada gewannen die Vancouver Millionaires 1915 den Stanley Cup. Eine Teilnahme in der NHL blieb Teams aus dem Westen jedoch lange vorenthalten. Als die NHL 1966 die Zeit der „Original Six“ beendete und sechs neuen Teams die Aufnahme zusagte, waren die Stadtväter von Vancouver guter Hoffnung, nun auch ein NHL-Team in der Stadt zu beheimaten. Als sich die NHL für sechs Städte in den Vereinigten Staaten entschied, war die Enttäuschung groß. Ganz Kanada klagte über eine weitere US-Amerikanisierung der NHL. Drei Jahre nach der großen Erweiterung stand eine erneute Aufnahme neuer Teams an. Am 22. Mai 1970 vergab die NHL eines der beiden neuen Franchises an Vancouver.

### Frühe Jahre (1970–1978)

Das erste NHL-Logo der Vancouver Canucks von 1970 bis 1978

Als Namen für das neue Franchise entschieden sich die Verantwortlichen für Vancouver Canucks, ein Name den bereits seit 1945 das bekannteste Team der Stadt getragen hatte. Diese hatte anfangs in der Pacific Coast Hockey League und von 1952 bis zur Vorsaison in der Western Hockey League gespielt. Bei der Auslosung über das erste Wahlrecht beim NHL Expansion Draft 1970 und beim NHL Amateur Draft 1970 unterlagen die Canucks jeweils gegen das andere neue Team, die Buffalo Sabres. Das neue Franchise hatte die Besitzer der Canucks um Tom Scallen sechs Millionen Dollar gekostet, hierfür durften sie beim NHL Expansion Draft 1970 20 Spieler von den anderen NHL-Teams auswählen. Die zwölf alten Teams hatten jedoch das Recht eine gewisse Anzahl an Spielern zu sperren, also nicht für diese Wahl verfügbar zu machen, sodass sie ihre wichtigsten Spieler behalten konnten. Die sechs Teams, die drei Jahre zuvor in die NHL aufgenommen worden waren, mussten damals lediglich zwei Millionen Dollar bezahlen.
Unter den ausgewählten Spielern waren mit Orland Kurtenbach, Rosaire Paiement, Wayne Maki und André Boudrias die späteren Stars der ersten Jahre. Erwähnenswert ist auch die Verpflichtung von Pat Quinn, der in späteren Jahren als Trainer und General Manager zurückkehren sollte. Die Auswirkungen der verlorenen Lotterie um das erste Draftrecht beim NHL Amateur Draft 1970 hatte eine größere Auswirkung. Die Sabres holten mit dem ersten Draftrecht Gilbert Perreault, der sich zu einem der großen Spieler seiner Zeit entwickeln sollte. Der erste Pick der Canucks, Dale Tallon, entwickelte sich auch zu einem soliden Spieler im Kader, doch an Perreault Klasse kam er nicht annähernd heran. Es wurde auch versucht, den Fans einige bekannte Gesichter aus dem Kader der Canucks in der WHL zu präsentieren. Murray Hall und Ted Taylor waren hierunter die erfolgreichsten.
Am 9. Oktober 1970 absolvierten die Canucks vor 15.062 Zuschauern ihr erstes Spiel und verloren mit 1:3 gegen die Los Angeles Kings. Das erste Tor für die Canucks erzielte hierbei Verteidiger Barry Wilkins. Zwei Tage später besiegte das Team durch zwei Tore von Wayne Maki die Toronto Maple Leafs mit 5:3. Der erste Auswärtssieg konnte am 5. November 1970 beim 4:1 in Buffalo gegen die Sabres gefeiert werden. Torhüter Dunc Wilson parierte bei diesem Spiel einen Penaltyschuss.
Bester Scorer der ersten Jahre war André Boudrias. Mit Don Lever und Dennis Ververgaert waren gute junge Spieler über den Draft zum Kader gestoßen. In der Saison 1974/75 erreichte Vancouver als bestes Team der Smythe Division erstmals die Playoffs. Gegner waren die Montréal Canadiens, ein zu dieser Zeit übermächtiger Gegner. Durch einen Treffer vom aus Toronto gekommenen Garry Monahan gelang es, das zweite Spiel in Montreal 2:1 zu gewinnen. Nach zwei deutlichen Niederlagen auf heimischem Eis retteten die Canucks das fünfte Spiel in die Overtime, doch ein Tor von Guy Lafleur besiegelte das Ausscheiden.
Im Jahr darauf waren die New York Islanders in der ersten Playoff-Runde Gegner der Canucks. Die Islanders gewannen die im Modus „Best-of-Three“ ausgetragene Serie in zwei Spielen.
Nachdem das Team in den folgenden beiden Jahren die Playoffs verpasst hatte, verkaufte Tom Scallen das Franchise an Frank A. Griffith von Western Broadcasting.

### Jahre in gelb-rot-schwarz (1978–1996)

Das von 1978 bis 1996 farblich deutlich veränderte Logo

Unter dem neuen Besitzer gab es eine Reihe von Veränderungen. Am deutlichsten war der Wechsel der Farben nach außen ersichtlich. Nachdem das Team in den ersten Jahren in blauen und weißen Trikots gespielt hatte, waren nun gelb und schwarz die dominierenden Farben.
Erstmals standen auch Spieler aus Europa im Kader. Der erfolgreichste unter den vier Schweden, die verpflichtet worden waren, war Thomas Gradin, der in den folgenden sieben Spielzeiten immer unter den besten drei Scorern der Canucks war. In seinem ersten Jahr wurde er lediglich von Ron Sedlbauer übertroffen. Für das hoffnungsvolle Talent Rick Vaive verpflichtete das Management aus Toronto den Enforcer Tiger Williams, der dem Team Robustheit verlieh.
Mit Harry Neale war zudem ein neuer Trainer verpflichtet worden, der von 1978 bis 1985 zuerst als Trainer und später als General Manager die Geschicke des Franchise leitete. Er führte das Team, in dem sich inzwischen Stan Smyl zu einem der Leistungsträger entwickelt hatte, dreimal in Folge in die Playoffs. Gegen die Philadelphia Flyers und zweimal die Buffalo Sabres war aber jeweils in der ersten Runde Endstation. Eine Woche nach einer Auseinandersetzung mit Fans in Québec am 20. März 1982 wurde Neale von der NHL für zehn Spiele suspendiert. Sein Assistent Roger Neilson übernahm das Team und blieb nach seinen Erfolgen in den ersten Spielen im Amt. Erstmals gelang es den Canucks die erste Runde der Playoffs zu überstehen. In dieser Zeit kam es auch zur so genannten „White Towel affair“. Neilson fühlte sich in den Playoffs von den Schiedsrichtern benachteiligt und protestierte daraufhin durch Schwenken eines weißen Handtuchs. Zum nächsten Spiel hatte Butts Giraud, ein lokaler T-Shirt-Verkäufer, 5.000 weiße Handtücher im Stadion verteilt und damit einen bis heute üblichen Brauch namens „Towel Power“ in Vancouver initiiert. Von diesem Geist angesteckt erreichten die Canucks in dieser Saison die Finalserie.

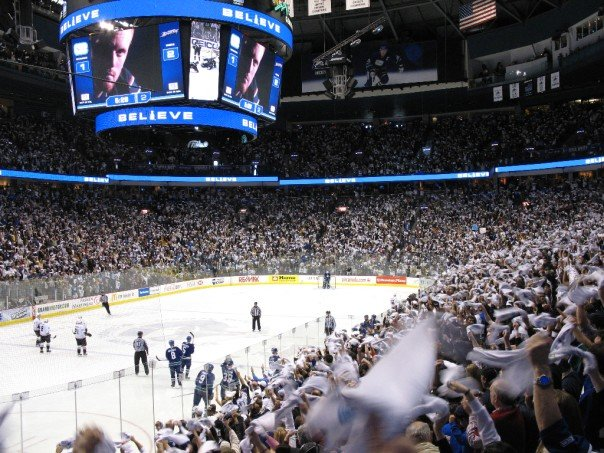
„Towel Power“ in der Rogers Arena während der Playoffs 2007

Positiv für die Canucks war, dass man inzwischen mit den Edmonton Oilers und den Calgary Flames zwei Teams hatte, die ebenfalls im Westen Kanadas beheimatet waren. Nach der Finalteilnahme erreichte Vancouver in den 1980er Jahren noch viermal die Playoffs. In der ersten Runde waren dreimal die Flames und einmal die Oilers Endstation. Zu den Leistungsträgern in dieser Zeit zählten Patrik Sundström, Petri Skriko und Tony Tanti. Die Erwartungen, die man in Cam Neely gesetzt hatte, konnte dieser nicht erfüllen. Der robuste Angreifer schaffte es, in seinen drei Spielzeiten mit den Canucks, nie mehr als 40 Punkte zu erzielen. Die Verantwortlichen glaubten mit Barry Pederson für ihn einen neuen adäquaten Ersatz verpflichtet zu haben. Pederson absolvierte zwei gute Spielzeiten in Vancouver, konnte aber an diese Leistungen nicht mehr anknüpfen, während Neely in Boston zu einem Schlüsselspieler des Teams avancierte.
Mehr Weitblick zeigten die Verantwortlichen, als sie sich frühzeitig im Draft die Rechte an einigen sowjetischen Spielern sicherten. So konnten die Canucks in der Saison 1989/90 auf Igor Larionow und ab der Saison 1991/92 auf Pawel Bure zurückgreifen. Nachdem Vancouver die Winnipeg Jets zweimal in Folge in der ersten Playoff-Runde ausschalten konnte, unterlag das Team gegen die Edmonton Oilers und ein Jahr später gegen die Los Angeles Kings.
Mit Spielern wie Trevor Linden, Geoff Courtnall, Cliff Ronning und Torwart Kirk McLean überstanden die Canucks in der Saison 1993/94 die erste Runde. Erstmal besiegte das Team die Calgary Flames, die drei der ersten vier Spiele gewinnen konnten, doch durch Tore in der Overtime von Courtnall, Linden und Bure entschieden die Canucks die letzten drei Spiele und damit die Serie. In fünf Spielen setzte sich das Team gegen die Dallas Stars durch und auch die favorisierten Toronto Maple Leafs konnten sie auf ihrem Weg ins Finale nicht stoppen. Dort trafen sie auf die New York Rangers, die sieben Spieler im Kader hatten, die bereits mit den Edmonton Oilers den Stanley Cup gewonnen hatten. Die Serie ging über die volle Distanz von sieben Spielen. Das entscheidende Spiel verloren die Canucks knapp mit 3:2.
Der erneut verpasste Titel weckte weiteren Ehrgeiz bei den Canucks. Sie gaben unter anderem Mike Peca und ein Erstrunden-Draftrecht ab, um mit Alexander Mogilny einen weiteren Star an die Seite von Pawel Bure zu stellen. Der erhoffte Erfolg stellte sich jedoch nicht ein.

### Umbrüche und Erfolge (1996–2013)
1998 wurden ein neuer General Manager (Brian Burke) und Trainer (Marc Crawford) eingesetzt. Mit diesen gelangen auch einige Erfolge, beispielsweise wurde 2004 der Division-Titel erreicht, man scheiterte aber in der ersten Runde der Playoffs an den Calgary Flames. Nach der Saison 2005/06 folgte ein erneuter Umbruch, nachdem Marc Crawford durch Alain Vigneault auf der Trainerbank ersetzt wurde und die Leistungsträger Ed Jovanovski, Anson Carter, Todd Bertuzzi und Torhüter Dan Cloutier das Team verließen. Dafür holten die Canucks Torhüter Roberto Luongo nach Vancouver, der als Stammtorhüter eine Basis der folgenden erfolgreichen Saisons darstellte.
In der Saison 2006/07 scheiterten die Canucks in der zweiten Playoff-Runde am späteren Stanley-Cup-Sieger Anaheim Ducks, nachdem sie zuvor die Dallas Stars in einer Serie von sieben Spielen besiegt hatten mit unter anderem dem sechstlängsten Spiel in der Geschichte der NHL, einem 5:4-Sieg nach 138:06 Minuten. In der Saison 2007/08 verpasste das Team die Playoffs und General Manager Dave Nonis wurde durch Mike Gillis ersetzt. In den folgenden fünf Jahren dominierte das Team die Northwest Division und belegte fünfmal hintereinander Platz 1. Die erfolgreichste Saison war 2010/11. Zum ersten Mal seit 17 Jahren gelang es dem Team in das Finale des Stanley Cup einzuziehen. Dieses verloren die Canucks in 7 Spielen gegen die Boston Bruins. Das entscheidende siebte Spiel in Vancouver wurde nach der Niederlage von Krawallen überschattet.

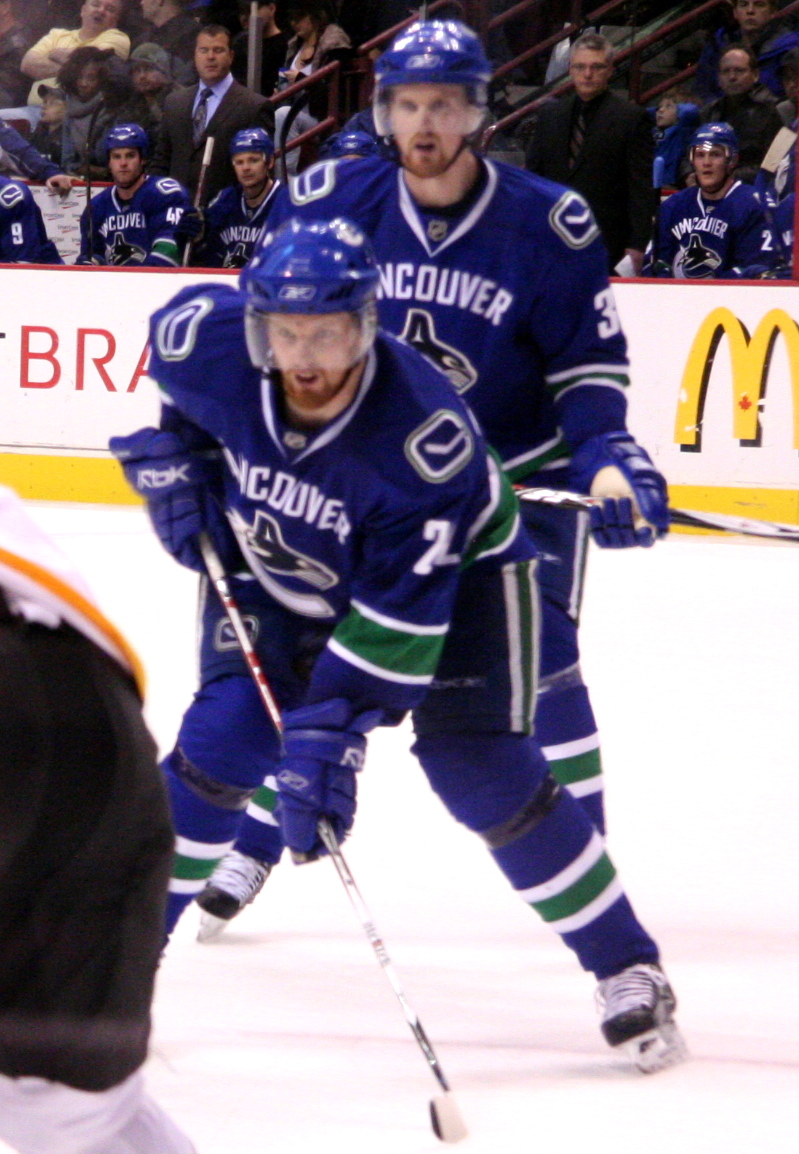
Daniel und Henrik Sedin während eines Spiels 2007

Die prägendsten Spieler dieser Zeit waren Daniel und Henrik Sedin. Henrik gewann in der Saison 2009/10 die Art Ross Trophy als punktbester Spieler der NHL, sein Zwillingsbruder in der Saison darauf. Beide führen bis heute die Liste der punktbesten Spieler der Canucks an.

### Sportlicher Misserfolg und häufige Trainerwechsel (seit 2014)
Nach der Saison 2013/14, in der das Team das erste Mal seit sechs Jahren die Playoffs verpasste, wurde General Manager Mike Gillis durch Jim Benning ersetzt und außerdem der Trainer ausgetauscht. Seitdem wurden – mit Ausnahme der Saison 2019/20, als die Canucks das Conference-Halbfinale erreichten und gegen die Las Vegas Golden Knights ausschieden – die Playoffs nicht erreicht. Es wurde mehrere Umbrüche mit Trainerwechseln eingeleitet und 2022 wurde mit Patrik Allvin ein neuer General Manager eingestellt. Auch musste nach dem Weggang von Leistungsträgern und dem Karriereende der Sedin-Zwillinge ein Umbruch auf dem Eis eingeleitet werden. Das neue Team wurde um junge Spieler wie Bo Horvat, Quinn Hughes und den Calder Memorial Trophy Sieger Elias Pettersson aufgebaut.

## Spielstätten
| Saison  | Zuschauer- schnitt | Eintritts- preisschnitt |
| ------- | ------------------ | ----------------------- |
| 1989/90 | 15.417             |                         |
| 1990/91 | 15.150             |                         |
| 1991/92 | 15.768             |                         |
| 1992/93 | 15.418             |                         |
| 1993/94 | 15.226             |                         |
| 1994/95 | 13.932             | $ 41,03                 |
| 1995/96 | 17.795             | $ 36,40                 |
| 1996/97 | 17.320             | $ 36,13                 |
| 1997/98 | 16.986             | $ 36,09                 |
| 1998/99 | 15.803             | $ 36,09                 |
| 1999/00 | 14.642             | $ 40,01                 |
| 2000/01 | 17.017             | $ 46,80                 |
| 2001/02 | 17.713             | $ 39,27                 |
| 2002/03 | 18.396             | $ 39,72                 |
| 2003/04 | 18.632             | $ 50,03                 |
| 2004/05 | –                  | –                       |
| 2005/06 | 18.630             | $ 58,96                 |
| 2006/07 | 18.630             | $ 71,39                 |
| 2007/08 | 18.630             | $ 62,05                 |
| 2008/09 | 18.630             | $ 62,05                 |
| 2009/10 | 18.810             | $ 65,20                 |
| 2010/11 | 18.810             | $ 65,20                 |

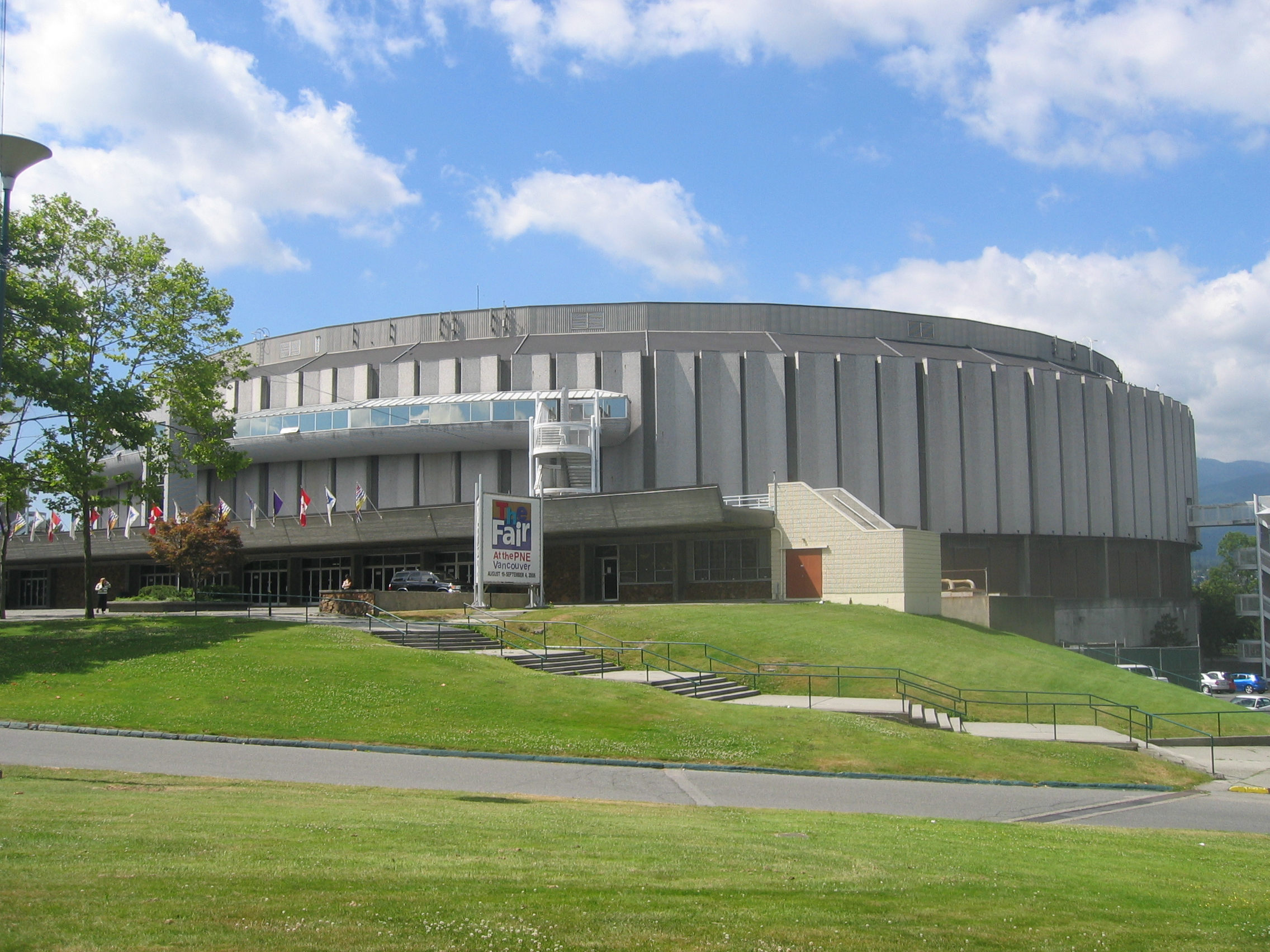
Das Pacific Coliseum, von 1970 bis 1995 Heimat der Canucks

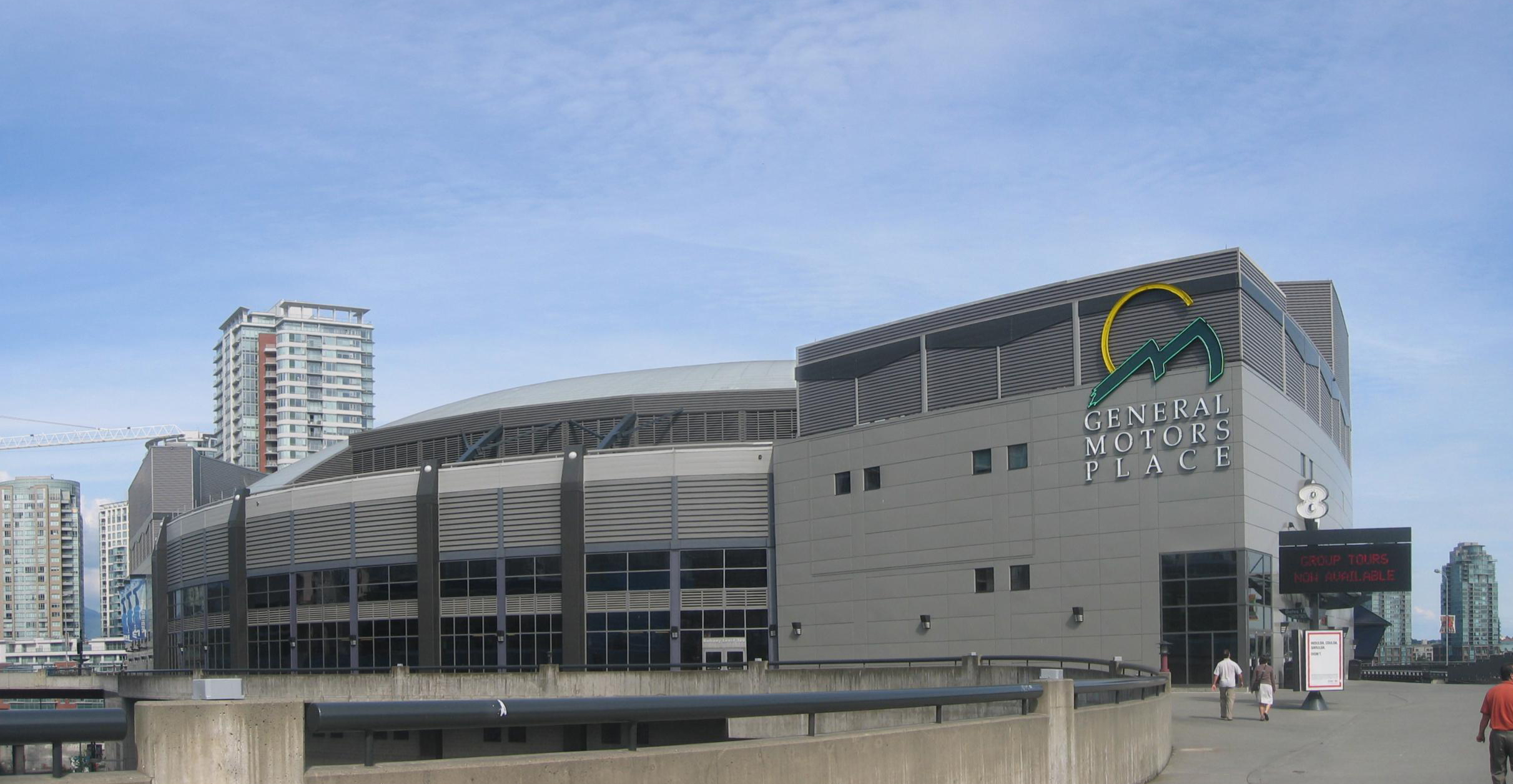
Die Rogers Arena, die aktuelle Spielstätte

Die Canucks tragen ihre Heimspiele seit 1995 in der Rogers Arena, einer 18.630 Zuschauer fassenden Multifunktionsarena, aus. Die Namensrechte an der Arena hielt von der Eröffnung der Halle bis ins Jahr 2010 der US-amerikanische Automobilkonzern General Motors. Diese sollten ursprünglich bis 2015 gelten und in Zahlungen von Seiten des Unternehmens in Höhe von 18,5 Millionen US-Dollar resultieren. Am 6. Juli 2010 wurde das Stadion in „Rogers Arena“ umgetauft.
Von 1970 bis 1995 spielte der Klub im 1968 eröffneten Pacific Coliseum, das bei Eishockeyveranstaltungen anfangs eine Kapazität von 15.569 Plätzen hatte, die im Laufe der Jahre auf 16.281 gesteigert wurde. Das Pacific Coliseum befindet sich etwas außerhalb des Stadtzentrums von Vancouver. Schon vor der Aufnahme des Teams in die NHL spielte ein Team der Vancouver Canucks in der Western Hockey League im Pacific Coliseum. Als 1973 die Vancouver Blazers in der Konkurrenzliga, der World Hockey Association nach Vancouver kamen, teilten sie sich das Stadion mit den Canucks. Als abzusehen war, dass mit den Vancouver Grizzlies auch ein Team der National Basketball Association in die Stadt kommen sollte, entschied man sich für den Bau einer neuen Halle im Stadtzentrum. Ab den Jahren 2009 bis 2012 wurden die Kapazitäten der Rogers Arena stückweise erhöht von 18.630 auf 18.910.

### Zuschauerzahlen und Eintrittspreise
In ihrer letzten Spielzeit im Pacific Coliseum 1994/95 war die Zuschauerzahl noch einmal deutlich zurückgegangen. Das neue Stadion bot neben einer deutlich gestiegenen Kapazität auch einen günstigeren durchschnittlichen Eintrittspreis. Dies, gepaart mit der Neugier nach der neuen Arena, ließ den Zuschauerschnitt deutlich ansteigen. Nachdem in der Saison 1999/2000 schwache sportliche Leistungen auch auf den Zuschauerschnitt gedrückt hatten und man ein Jahr später die Preise noch einmal nach unten korrigiert hatte, war die Halle in den folgenden Jahren fast immer ausverkauft. Auch diese Entwicklung hatte eine nachhaltige Auswirkung auf die Preise. Nach einem deutlichen Anheben der Preise zur Saison 2006/07 kosteten Karten nun fast doppelt so viel wie noch zehn Jahre zuvor.

## Farmteams
Zu den Canucks, wie zu allen anderen NHL-Teams, gehört auch eine Mannschaft in niederklassigeren Ligen, ein sogenanntes Farmteam. Im Falle der Canucks sind dies seit 2021 die Abbotsford Canucks in der American Hockey League. Die Farmteams werden in der NHL oft dazu benutzt, die Nachwuchsspieler und Rookies auf die NHL-Spiele vorzubereiten. Den Nachwuchs beziehen die Canucks dabei, wie die anderen Vereine, vor allem über die NHL Entry Draft, über die alljährlich die vielversprechendsten Nachwuchsspieler in die Liga gelangen.
| Zeitraum  | Mannschaft          | Liga |
| 1970–1972 | Rochester Americans | AHL  |
| 1972–1975 | Seattle Totems      | WHL  |
| 1973–1975 | Des Moines Capitols | IHL  |
| 1975–1978 | Tulsa Oilers        | CHL  |
| 1975–1985 | Fort Wayne Komets   | IHL  |
| 1978–1982 | Dallas Black Hawks  | CHL  |
| 1982–1988 | Fredericton Express | AHL  |
| 1985–1987 | Kalamazoo Wings     | AHL  |

| Zeitraum  | Mannschaft         | Liga |
| 1987–1988 | Flint Spirits      | IHL  |
| 1988–1993 | Milwaukee Admirals | IHL  |
| 1990–1991 | Albany Choppers    | IHL  |
| 1992–1994 | Hamilton Canucks   | AHL  |
| 1994–2000 | Syracuse Crunch    | AHL  |
| 1994–1995 | Columbus Chill     | ECHL |
| 2000–2001 | Kansas City Blades | IHL  |
| 2001–2011 | Manitoba Moose     | AHL  |

| Zeitraum  | Mannschaft            | Liga |
| 2002–2006 | Columbia Inferno      | ECHL |
| 2006–2011 | Victoria Salmon Kings | ECHL |
| 2011–2013 | Chicago Wolves        | AHL  |
| 2011–2015 | Kalamazoo Wings       | ECHL |
| 2013–2021 | Utica Comets          | AHL  |
| 2015–2017 | Alaska Aces           | ECHL |
| 2017–2021 | Kalamazoo Wings       | ECHL |
| seit 2021 | Abbotsford Canucks    | AHL  |
| seit 2023 | Kalamazoo Wings       | ECHL |

## Erfolge und Ehrungen

### Sportliche Erfolge
| Conference Championships  | Saison                                                        |
| Clarence S. Campbell Bowl | 1981/82, 1993/94, 2010/11                                     |
| Presidents’ Trophies      |                                                               |
| Saison                    |                                                               |
| 2010/11, 2011/12          |                                                               |
| Division Championships    | Saison                                                        |
| Smythe Division           | 1974/75, 1991/92, 1992/93                                     |
| Northwest Division        | 2003/04, 2006/07, 2008/09, 2009/10, 2010/11, 2011/12, 2012/13 |
| Pacific Division          | 2023/24                                                       |

### NHL Awards und All-Star Team-Nominierungen
| Auszeichnung                              | Name                                                                            | Saison                                                             |
| Art Ross Trophy                           | Henrik Sedin Daniel Sedin                                                       | 2009/10 2010/11                                                    |
| Calder Memorial Trophy                    | Pawel Bure Elias Pettersson                                                     | 1991/92 2018/19                                                    |
| Frank J. Selke Trophy                     | Ryan Kesler                                                                     | 2010/11                                                            |
| Hart Memorial Trophy                      | Henrik Sedin                                                                    | 2009/10                                                            |
| James Norris Memorial Trophy              | Quinn Hughes                                                                    | 2023/24                                                            |
| Jack Adams Award                          | Pat Quinn Alain Vigneault Rick Tocchet                                          | 1991/92 2006/07 2023/24                                            |
| King Clancy Memorial Trophy               | Trevor Linden Henrik Sedin Daniel Sedin                                         | 2002/03 2015/16, 2017/18                                           |
| NHL Foundation Player Award               | Trevor Linden*                                                                  | 2007/08                                                            |
| NHL General Manager of the Year Award     | Mike Gillis                                                                     | 2010/11                                                            |
| NHL Plus/Minus Award                      | Marek Malík**                                                                   | 2003/04                                                            |
| Lester B. Pearson Award Ted Lindsay Award | Markus Näslund Daniel Sedin                                                     | 2002/03 2010/11                                                    |
| William M. Jennings Trophy                | Roberto Luongo Cory Schneider                                                   | 2010/11                                                            |
| First All-Star Team                       | Pawel Bure Markus Näslund Daniel Sedin Henrik Sedin Quinn Hughes                | 1993/94 2001/02, 2002/03, 2003/04 2010/11 2009/10, 2010/11 2023/24 |
| Second All-Star Team                      | Kirk McLean Alexander Mogilny Daniel Sedin Thatcher Demko Quinn Hughes          | 1991/92 1995/96 2009/10 2023/24 2024/25                            |
| All-Rookie Team                           | Jim Sandlak Trevor Linden Corey Hirsch Mattias Öhlund Brock Boeser Quinn Hughes | 1986/87 1988/89 1995/96 1997/98 2017/18 2019/20                    |

* gemeinsam mit Vincent Lecavalier

** gemeinsam mit Martin St. Louis

### NHL All-Star Game-Nominierungen
Abkürzungen: GP = Spiele, G = Tore, A = Vorlagen,
Pts = Punkte
| Name               | von – bis | GP | G | A | Pts |
| Markus Näslund     | 1999–2004 | 5  | 3 | 7 | 10  |
| Pawel Bure         | 1993–1998 | 4  | 4 | 4 | 8   |
| Daniel Sedin       | 2011–2016 | 3  | 3 | 4 | 7   |
| Henrik Sedin       | 2008–2012 | 3  | 1 | 6 | 7   |
| Ed Jovanovski      | 2001–2003 | 3  | 2 | 1 | 3   |
| Mark Messier       | 1998–2000 | 2  | 2 | 0 | 2   |
| Dennis Ververgaert | 1976–1978 | 2  | 1 | 1 | 2   |
| Trevor Linden      | 1991–1992 | 2  | 0 | 2 | 2   |
| Todd Bertuzzi      | 2003–2004 | 2  | 0 | 2 | 2   |
| Bobby Schmautz     | 1973–1974 | 2  | 1 | 0 | 1   |
| Harold Snepsts     | 1977–1982 | 2  | 0 | 0 | 0   |
| Dale Tallon        | 1971–1972 | 2  | 0 | 0 | 0   |
| Kirk McLean        | 1990–1992 | 2  | – | – | –   |

Mit fünf Teilnahmen für die Canucks ist Markus Näslund der Spieler, der auf die meisten Teilnahmen in der Geschichte des Teams zurückblicken kann. Mit zehn Punkten ist er auch der erfolgreichste Spieler. Pawel Bure, der mit vier Treffern immer noch erfolgreichster Torjäger ist, führte bis 2003 noch in allen Kategorien.
Beim All-Star Game 1971 war Rookie Dale Tallon der erste Spieler, der für Vancouver teilnahm. 26. National Hockey League All-Star Game gelang Bobby Schmautz dann der erste Treffer bei einem All-Star-Game. Als erster Trainer der Canucks betreute Roger Neilson 1983 ein All-Star-Team. Marc Crawford war 2003 Cheftrainer und ein Jahr darauf Assistenztrainer. Mit Alexander Edler nahm 2008 erstmals ein Spieler der Canucks am YoungStars Game teil.
Beim All-Star Game 1977 war Vancouver erstmals Gastgeber. Mit einem neuen Stadion ausgestattet, gastierte das All-Star Game 1998 erneut in der Metropole an der kanadischen Westküste.
Außer den All-Star-Games gab es drei weitere Anlässe, bei dem die NHL ein All-Star-Team stellte. Bei der Summit Series 1972 standen mit Dale Tallon und Jocelyn Guèvremont zwei Spieler aus Vancouver im Kader, beide kamen jedoch nicht zum Einsatz. Weder beim Challenge Cup 1979 noch beim Rendez-vous ’87 jeweils gegen die sowjetische Nationalmannschaft wurde ein Spieler der Canucks berücksichtigt.

### Franchiserekorde
Im Folgenden werden ausgewählte Spielerrekorde des Franchise sowohl über die gesamte Karriere als auch über einzelne Spielzeiten aufgeführt.

#### Karriere

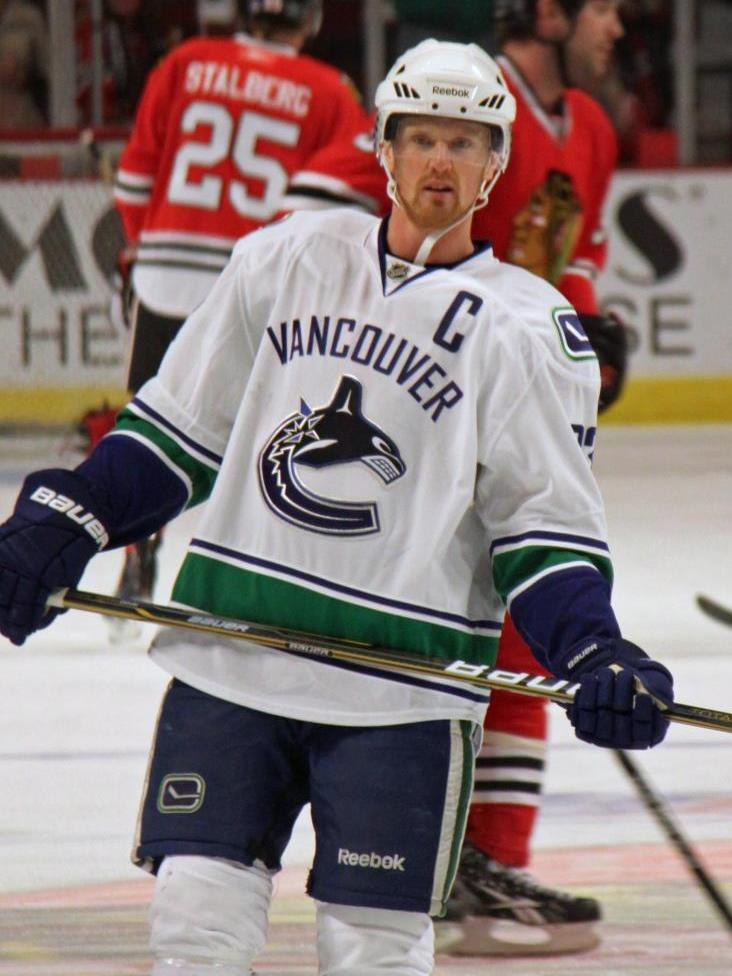
Henrik Sedin hält diverse Franchise-Rekorde

|                                   | Name           | Anzahl                                  |
| Meiste Spiele                     | Henrik Sedin   | 1.330 (in 17 Spielzeiten)               |
| Meiste aufeinanderfolgende Spiele | Henrik Sedin   | 679 (21. März 2004 bis 21. Januar 2014) |
| Meiste Tore                       | Daniel Sedin   | 393                                     |
| Meiste Vorlagen                   | Henrik Sedin   | 830                                     |
| Meiste Punkte                     | Henrik Sedin   | 1070 (240 Tore + 830 Vorlagen)          |
| Meiste Strafminuten               | Gino Odjick    | 2.127                                   |
| Meiste Shutouts                   | Roberto Luongo | 38                                      |

#### Saison
|                               | Name                   | Anzahl                                                | Saison          |
| Meiste Tore                   | Pawel Bure             | 60                                                    | 1992/93 1993/94 |
| Meiste Vorlagen               | Henrik Sedin           | 83                                                    | 2009/10         |
| Meiste Punkte                 | Henrik Sedin           | 112 (29 Tore + 83 Vorlagen)                           | 2009/10         |
| Meiste Punkte als Rookie      | Ivan Hlinka Pawel Bure | 60 (23 Tore + 37 Vorlagen) 60 (34 Tore + 26 Vorlagen) | 1981/82 1991/92 |
| Meiste Punkte als Verteidiger | Quinn Hughes           | 92 (17 Tore + 75 Vorlagen)                            | 2023/24         |
| Meiste Strafminuten           | Donald Brashear        | 372                                                   | 1997/98         |
| Meiste Siege als Torhüter     | Roberto Luongo         | 47                                                    | 2006/07         |

## Trainer

### 1970er und 1980er Jahre
Abkürzungen: GC = Spiele, W = Siege, L = Niederlagen, T = Unentschieden, OTL = Niederlagen nach
Overtime, Pts = Punkte, Pts % = Punktquote
| Name              | Saison            | Reguläre Saison | Reguläre Saison | Reguläre Saison | Reguläre Saison | Reguläre Saison | Reguläre Saison | Playoffs | Playoffs | Playoffs |
| Name              | Saison            | GC              | W               | L               | T               | Pts             | Pts %           | GC       | W        | L        |
| Hal Laycoe        | 1970/71–1971/72   | 156             | 44              | 96              | 16              | 104             | .282            | —        | —        | —        |
| Vic Stasiuk       | 1972/73           | 78              | 22              | 47              | 9               | 53              | .282            | —        | —        | —        |
| Bill McCreary     | 1973/74*          | 41              | 9               | 25              | 7               | 25              | .219            | —        | —        | —        |
| Phil Maloney      | 1973/74*–1976/77* | 232             | 95              | 105             | 32              | 222             | .409            | 7        | 1        | 6        |
| Orland Kurtenbach | 1976/77*–1977/78  | 125             | 36              | 62              | 27              | 99              | .288            | —        | —        | —        |
| Harry Neale       | 1978/79–1981/82*  | 315             | 106             | 144             | 65              | 277             | .336            | 10       | 2        | 8        |
| Roger Neilson     | 1981/82*–1983/84* | 133             | 51              | 61              | 21              | 123             | .383            | 21       | 12       | 9        |
| Harry Neale       | 1983/84*–1984/85* | 92              | 36              | 45              | 11              | 83              | .391            | 4        | 1        | 3        |
| Bill LaForge      | 1984/85*          | 20              | 4               | 14              | 2               | 10              | .200            | —        | —        | —        |
| Tom Watt          | 1985/86–1986/87   | 160             | 52              | 87              | 21              | 125             | .325            | 3        | 0        | 3        |

* Wechsel während der laufenden Saison
Mit Hal Laycoe setzten die Canucks in ihrer Premierensaison auf einen Trainer, der schon als Spieler in der NHL Erfahrung gesammelt hatte, und der nach vielen Jahren als Trainer in der Western Hockey League auf 24 Spiele bei den Los Angeles Kings zurückblicken konnte. Zwei Jahre trainierte er das Team aus Vancouver. Auf ihn folgte nach zwei kurzen Trainereinsätzen mit Phil Maloney ein langjähriger, ehemaliger Spieler der Canucks aus der Zeit in der WHL. Er war der erste Trainer, der das Team in die Play-offs führen konnte. Auch sein Nachfolger Orland Kurtenbach hatte für das Team gespielt. Harry Neale war fast vier Jahre Trainer in Vancouver und erreichte zweimals die Play-offs, in denen das Team nicht über die erste Runde hinaus kam. Kurz bevor er das dritte Mal die Endrunde erreichte, kam es zu einem Zwischenfall mit Fans in Québec, der ihm eine Sperre einbrachte. Sein Assistent Roger Neilson übernahm das Team und führte es in die Finalserie um den Stanley Cup. Neale wurde nach Ende der Saison zum General Manager befördert. Im Januar 1984 übernahm Neale die Position von Neilson zurück. Nach einem kurzen Intermezzo von Bill LaForge wurden die Canucks zwei Spielzeiten von Tom Watt betreut. Watt war zuvor in Vancouver schon als Assistent von Harry Neale tätig gewesen.

### Seit 1987/88
| Name              | Saison            | Reguläre Saison | Reguläre Saison | Reguläre Saison | Reguläre Saison | Reguläre Saison | Reguläre Saison | Reguläre Saison | Playoffs | Playoffs | Playoffs |
| Name              | Saison            | GC              | W               | L               | T               | OTL             | Pts             | Pts %           | GC       | W        | L        |
| Bob McCammon      | 1987/88–1990/91*  | 294             | 102             | 156             | 36              | —               | 240             | .347            | 7        | 3        | 4        |
| Pat Quinn         | 1990/91*–1993/94  | 274             | 138             | 108             | 28              | —               | 304             | .504            | 55       | 29       | 26       |
| Rick Ley          | 1994/95–1995/96*  | 124             | 47              | 50              | 27              | —               | 121             | .379            | 11       | 4        | 7        |
| Pat Quinn         | 1995/96*          | 6               | 3               | 3               | —               | —               | 6               | .500            | 6        | 2        | 4        |
| Tom Renney        | 1996/97–1997/98*  | 101             | 39              | 53              | 9               | —               | 87              | .386            | —        | —        | —        |
| Mike Keenan       | 1997/98*–1998/99* | 108             | 36              | 54              | 18              | —               | 90              | .333            | —        | —        | —        |
| Marc Crawford     | 1998/99*–2005/06  | 529             | 246             | 189             | 62              | 32              | 586             | .465            | 27       | 12       | 15       |
| Alain Vigneault   | 2006/07–2012/13   | 540             | 313             | 170             | —               | 57              | 683             | .632            | 68       | 33       | 35       |
| John Tortorella   | 2013/14           | 82              | 36              | 35              | —               | 11              | 83              | .506            | —        | —        | —        |
| Willie Desjardins | 2014/15–2016/17   | 246             | 109             | 110             | —               | 27              | 245             | .498            | 6        | 2        | 4        |
| Travis Green      | 2017/18–2021/22*  | 314             | 133             | 147             | —               | 34              | 400             | .478            | 17       | 10       | 7        |
| Bruce Boudreau    | 2021/22*–2022/23* | 103             | 50              | 40              | —               | 13              | 113             | .549            | —        | —        | —        |
| Rick Tocchet      | 2022/23*–2024/25  | 200             | 108             | 65              | —               | 27              | 243             | .608            | 13       | 7        | 6        |
| Adam Foote        | seit 2025/26      |                 |                 |                 | —               |                 |                 |                 |          |          |          |

* Wechsel während der laufenden Saison
Mit Pat Quinn hatte ein neuer General Manager das Team 1987 übernommen und brachte nach einigen Jahren mit zahlreichen Trainerwechseln wieder Kontinuität zu den Canucks. Bob McCammon bekam einige Zeit, trotz ausbleibender Erfolge, doch 1990 übernahm GM Quinn selbst das Steuer. Er führte das Team 1994 in die Finals, bevor er mit Rick Ley seinen Assistenten zum Cheftrainer beförderte. 1996 löste er ihn kurz vor Saisonende wieder ab. Nachdem es Tom Renney und Mike Keenan nicht gelang das Team in die Play-offs zu führen, kam mit Marc Crawford der bisher langjährigste Trainer in der Geschichte der Canucks. Bis zum Ende der Saison 2005/06 blieb er in Vancouver. Ab dem Sommer 2006 bis zum Saisonende 2012/13 war Alain Vigneault Trainer der Canucks. Sein Nachfolger, John Tortorella, wurde bereits nach einer Saison entlassen. Als Nachfolger wurde Willie Desjardins eingestellt, der jedoch nur in seinem ersten Jahr die Playoffs erreichte und dort in der ersten Runde scheiterte. Nach der Saison 2016/17 wurde er von seinen Pflichten enthoben und durch Travis Green ersetzt, der zuvor vier Jahre die Utica Comets in der AHL trainiert hatte. Nach nur einer Playoff-Teilnahme in vier Jahren und einem schwachen Start in die Saison 2021/22 wurde er im Dezember 2021 durch Bruce Boudreau ersetzt, der jedoch nach nur etwas mehr als einem Jahr bereits von Rick Tocchet beerbt wurde. Dieser wiederum war bis zum Ende der Spielzeit 2024/25 für die Canucks aktiv und wurde anschließend von seinem bisherigen Assistenten Adam Foote abgelöst.

## General Manager
| Name         | Saison          |
| Bud Poile    | 1970/71–1972/73 |
| Hal Laycoe   | 1973/74         |
| Phil Maloney | 1974/75–1976/77 |
| Jake Milford | 1977/78–1981/82 |
| Harry Neale  | 1982/83–1984/85 |
| Jack Gordon  | 1985/86–1986/87 |

| Name           | Saison          |
| Pat Quinn      | 1987/88–1997/98 |
| Brian Burke    | 1998/99–2003/04 |
| Dave Nonis     | 2004/05–2007/08 |
| Mike Gillis    | 2008/09–2013/14 |
| Jim Benning    | 2014/15–2021/22 |
| Stan Smyl      | 2021/22         |
| Jim Rutherford | 2021/22         |
| Patrik Allvin  | seit 2021/22    |

Mit Bud Poile hatten die Canucks zu Beginn einen General Manager, der bereits mit den Philadelphia Flyers ein Team die ersten Jahre in der NHL begleitet hatte. Nachdem Poile in die World Hockey Association gewechselt war, folgten ihm zwei Trainer der Canucks, bevor man mit Jake Milford einen erfahrenen General Manager von den Los Angeles Kings holte. Unter ihm wurde Harry Neale als Trainer verpflichtet, der nach Ende seiner vierten Saison als Cheftrainer auf die Stelle des GMs wechselte. Nach einer kurzen Phase von Jack Gordon, kam mit Pat Quinn der bislang am längsten im Amt tätige General Manager. Elf Spielzeiten bekleidete er das Amt des General Managers und begleitete das Team in dieser Zeit auch für 280 Spiele als Trainer. Sein Nachfolger Brian Burke war schon früher im Management der Canucks tätig gewesen. Nachdem er in Hartford erste Erfahrungen als General Manager gesammelt hatte, war er einige Zeit für die NHL tätig. Zurück in Vancouver war die Verpflichtung der Sedin-Brüder eine seiner wichtigsten Transaktionen. Nachdem Dave Nonis für drei Jahre General Manager war, übernahm Mike Gillis diese Position zur Saison 2008/09. Nach fünf Saisons wurde Gillis entlassen und Jim Benning als Nachfolger vorgestellt. Dieser betreute das Team über sieben Jahre, ehe er durch Stan Smyl bzw. wenige Tage später durch Jim Rutherford ersetzt wurde. Dieser installierte schließlich im Januar 2022 Patrik Allvin fest als neuen General Manager.

## Spieler

### Kader der Saison 2024/25
Stand: Ende der Saison 2024/25
| Nr. | Nat.               | Spieler              | Pos. | Geburtsdatum      | in Org. seit | Geburtsort                           |
| --- | ------------------ | -------------------- | ---- | ----------------- | ------------ | ------------------------------------ |
| 35  | Vereinigte Staaten | Thatcher Demko       | G    | 8. Dezember 1995  | 2016         | San Diego, Kalifornien, USA          |
| 32  | Finnland           | Kevin Lankinen       | G    | 28. April 1995    | 2024         | Helsinki, Finnland                   |
| 27  | Vereinigte Staaten | Derek Forbort        | D    | 4. März 1992      | 2024         | Duluth, Minnesota, USA               |
| 17  | Tschechien         | Filip Hronek         | D    | 2. November 1997  | 2023         | Hradec Králové, Tschechien           |
| 43  | Vereinigte Staaten | Quinn Hughes – C     | D    | 14. Oktober 1999  | 2019         | Orlando, Florida, USA                |
| 47  | Kanada             | Noah Juulsen         | D    | 2. April 1997     | 2021         | Abbotsford, British Columbia, Kanada |
| 57  |                    | Tyler Myers          | D    | 1. Februar 1990   | 2019         | Houston, Texas, USA                  |
| 29  | Schweden           | Marcus Pettersson    | D    | 8. Mai 1996       | 2025         | Skellefteå, Schweden                 |
| 88  | Schweden           | Nils Åman            | C    | 7. Februar 2000   | 2022         | Avesta, Schweden                     |
| 53  | Lettland           | Teodors Bļugers      | C    | 15. August 1994   | 2023         | Riga, Lettland                       |
| 6   | Vereinigte Staaten | Brock Boeser         | RW   | 25. Februar 1997  | 2017         | Burnsville, Minnesota, USA           |
| 72  | Tschechien         | Filip Chytil         | C    | 5. September 1999 | 2025         | Kroměříž, Tschechien                 |
| 74  | Kanada             | Jake DeBrusk         | LW   | 17. Oktober 1996  | 2024         | Edmonton, Alberta, Kanada            |
| 8   | Vereinigte Staaten | Conor Garland        | RW   | 11. März 1996     | 2021         | Scituate, Massachusetts, USA         |
| 21  | Schweden           | Nils Höglander       | LW   | 20. Dezember 2000 | 2020         | Bockträsk, Schweden                  |
| 81  | Vereinigte Staaten | Dakota Joshua        | C    | 15. Mai 1996      | 2022         | Dearborn, Michigan, USA              |
| 18  | Vereinigte Staaten | Drew O’Connor        | LW   | 9. Juni 1998      | 2025         | Chatham, New Jersey, USA             |
| 40  | Schweden           | Elias Pettersson – A | C    | 12. November 1998 | 2018         | Sundsvall, Schweden                  |
| 44  | Vereinigte Staaten | Kiefer Sherwood      | RW   | 31. März 1995     | 2024         | Columbus, Ohio, USA                  |
| 24  | Schweiz            | Pius Suter           | C    | 24. Mai 1996      | 2023         | Wallisellen, Schweiz                 |

### Mannschaftskapitäne

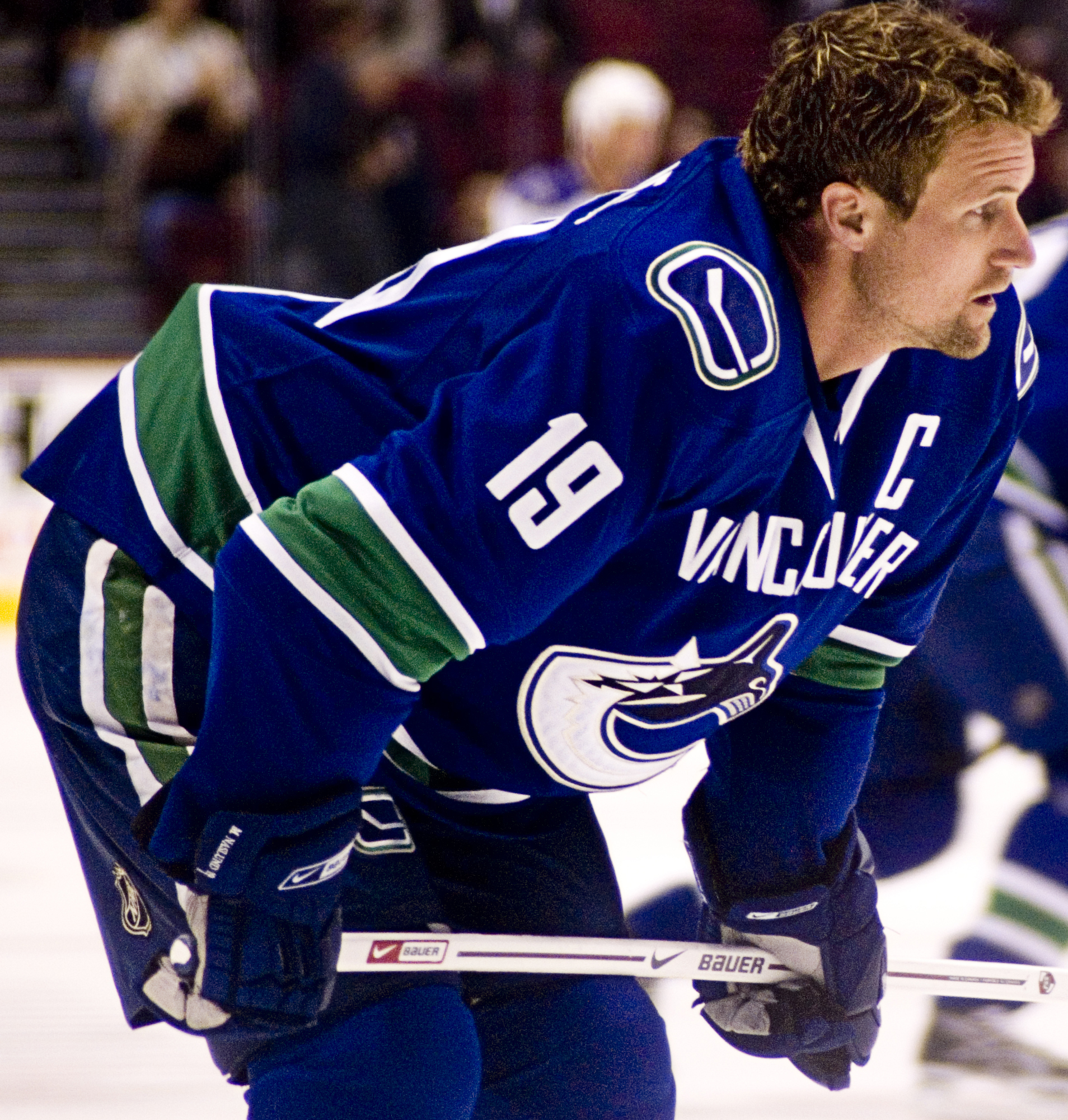
Markus Näslund trug acht Jahre lang das „C“.

In der Geschichte der Vancouver Canucks gab es bisher 14 verschiedene Spieler, die das Amt des Mannschaftskapitäns innehatten.
| Jahr      | Name                                 |
| 1970–1974 | Orland Kurtenbach                    |
| 1974–1975 | kein Kapitän                         |
| 1975–1976 | André Boudrias                       |
| 1976–1977 | Chris Oddleifson                     |
| 1977–1979 | Don Lever                            |
| 1979–1982 | Kevin McCarthy                       |
| 1982–1990 | Stan Smyl                            |
| 1990–1991 | Doug Lidster Trevor Linden Dan Quinn |
| 1991–1997 | Trevor Linden                        |
| 1997–2000 | Mark Messier                         |
| 2000–2008 | Markus Näslund                       |
| 2008–2010 | Roberto Luongo                       |
| 2010–2018 | Henrik Sedin                         |
| 2018–2019 | kein Kapitän                         |
| 2019–2023 | Bo Horvat                            |
| seit 2023 | Quinn Hughes                         |

Erster Kapitän in der Geschichte der Vancouver Canucks war Orland Kurtenbach, einer der ältesten Spieler der Mannschaft in ihrer Premierensaison. Kurtenbach führte die Canucks vier Jahre lang aufs Eis, ehe er 1974 seine Karriere beendete und die Kapitänsrolle für eine Saison unbesetzt blieb. Zur Saison 1975/76 erhielt mit André Boudrias ein Spieler, der seit der Gründung für das Franchise spielte, das „C“. Allerdings wechselte er nur ein Jahr später in die World Hockey Association. Seine Nachfolge trat Chris Oddleifson an, der das Kapitänsamt aber schon 1977 an Don Lever abgab. 1979 wurde der erst neuverpflichtete 22-jährige Kevin McCarthy zum Mannschaftskapitän ernannt und füllte diese Rolle auch drei Jahre lang aus.
Stan Smyl war es schließlich, der die Kapitänsrolle über eine längere Zeit halten konnte. 1982 übernahm der damals 24-jährige Stürmer das Amt und behielt es bis zum Ende seiner vorletzten NHL-Saison im Sommer 1990. Seine Trikotnummer war nach seinem Karriereende die erste, die in der Geschichte der Canucks offiziell gesperrt wurde. Die Nachfolge von Smyl traten schließlich Dan Quinn, Trevor Linden und Doug Lidster an, die sich in der Saison 1990/91 als Kapitän abwechselten. Nach der Spielzeit wurde Linden alleiniger Spielführer und blieb es für weitere sechs Jahre. Aufgrund seiner sieben Jahre als Kapitän und weiterer Spielzeiten als Alternativ-Kapitän bekam er den Spitznamen Captain Canuck verliehen.
Als 1997 Mike Keenan als Trainer verpflichtet wurde, ernannte er mit dem ebenfalls neuverpflichteten Mark Messier einen neuen Mannschaftskapitän. Bis zu seiner Rückkehr zu den New York Rangers im Sommer 2000 führte der sechsfache Stanley-Cup-Sieger die Canucks an. Sein Nachfolger wurde der Schwede Markus Näslund, der sich zu einem sehr guten Stürmer entwickelte und zum Zeitpunkt seines Abschieds im Jahr 2008 bester Torjäger und Scorer in der Geschichte der Franchise war.
Im September 2008 wurde mit Roberto Luongo erstmals ein Torhüter zum Mannschaftskapitän in Vancouver ernannt. Zwar ist es den Mannschaften erlaubt Torhüter als Spielführer zu benennen, jedoch dürfen sie auf dem Eis weder das „C“ auf ihrem Trikot tragen noch ihr Amt ausüben und mit dem Schiedsrichter diskutieren. Daher wurde Luongo während eines Spiels unter anderem durch die Feldspieler Ryan Kesler, Mattias Öhlund und Willie Mitchell vertreten, die als Alternativ-Kapitäne auftraten. Das „C“ war aber auf Luongos Torwartmaske zu finden, wo er es auf der Kinnfläche in das Design integrieren ließ.
2010 trat Luongo als Mannschaftskapitän zurück. Als Nachfolger wurde am 9. Oktober 2010 der Schwede Henrik Sedin ernannt. Sein Zwillingsbruder Daniel wurde zusammen mit Ryan Kesler, Manny Malhotra und Kevin Bieksa zum Alternativkapitän ernannt. Die Sedins hatten diese Ämter bis zu ihrem Karriereende nach der Saison 2017/18 inne.
In der Saison 2018/19 wurde kein Kapitän ernannt, dafür liefen die vier Spieler Bo Horvat, Alexander Edler, Brandon Sutter und Christopher Tanev als Assistenzkapitän auf. Im Folgejahr wurde Horvat zum 14. Kapitän der Franchise-Geschichte ernannt, der dieses Amt bis zu seinem Transfer nach New York innehatte. Seine Nachfolge trat im September 2023 Quinn Hughes an.

### Mitglieder der Hockey Hall of Fame
| Name           | Aufnahmedatum | Position        |
| Andy Bathgate  | 1978          | Spieler         |
| Johnny Bower   | 1976          | Spieler         |
| Pawel Bure     | 2012          | Spieler         |
| Tony Esposito  | 1988          | Spieler         |
| Igor Larionow  | 2008          | Spieler         |
| Roberto Luongo | 2022          | Spieler         |
| Bud Poile      | 1990          | General Manager |
| Daniel Sedin   | 2022          | Spieler         |
| Henrik Sedin   | 2022          | Spieler         |
| Allan Stanley  | 1981          | Spieler         |
| Mats Sundin    | 2012          | Spieler         |
| Gump Worsley   | 1980          | Spieler         |

### Gesperrte Trikotnummern
| Nr. | Name           | Sperrungsdatum                    |
| 11  | Wayne Maki     | 1. Mai 1974 (nicht offiziell)     |
| 12  | Stan Smyl      | 3. November 1991                  |
| 28  | Luc Bourdon    | 29. Mai 2008 (nicht offiziell)    |
| 16  | Trevor Linden  | 17. Dezember 2008                 |
| 19  | Markus Näslund | 11. Dezember 2010                 |
| 37  | Rick Rypien    | 15. August 2011 (nicht offiziell) |
| 10  | Pawel Bure     | 2. November 2013                  |
| 22  | Daniel Sedin   | 12. Februar 2020                  |
| 33  | Henrik Sedin   | 12. Februar 2020                  |
| 99  | Wayne Gretzky  | 6. Februar 2000 (ligaweit)        |

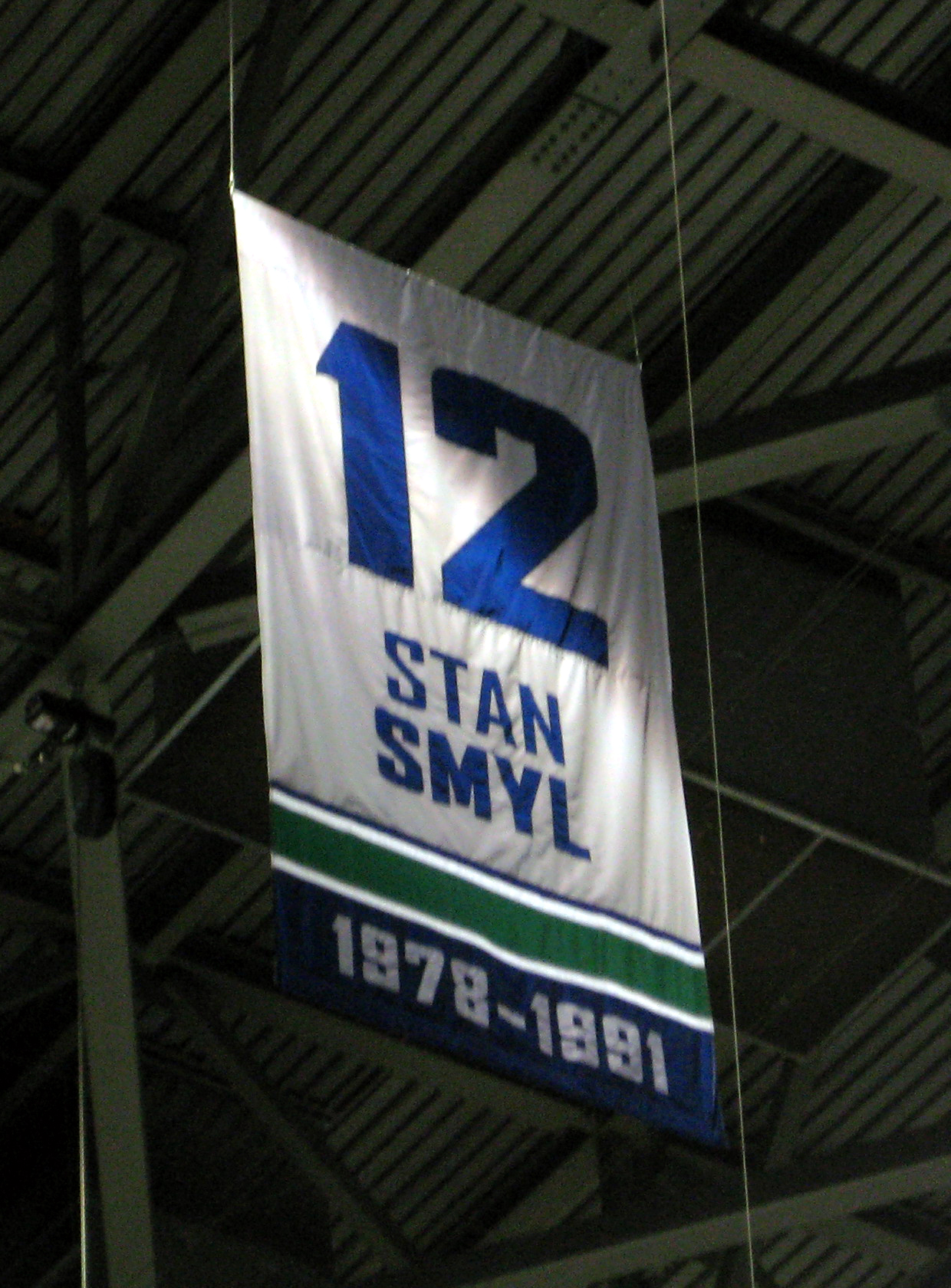
Stan Smyls Nummer 12 hängt seit 1991 im Stadion der Canucks

In ihrer Franchise-Geschichte haben die Vancouver Canucks bisher sechs Trikotnummern offiziell gesperrt, zuletzt im Februar 2020. Zudem werden vier weitere inoffiziell nicht mehr vergeben.
Bereits am 3. November 1991 wurde die Trikotnummer 12 von Stan Smyl offiziell gesperrt. Smyl hatte zwischen 1978 und 1991 insgesamt 13 Spielzeiten für die Canucks absolviert und in dieser Zeit 896 Partien bestritten. Er verbrachte seine gesamte Profikarriere beim Team von der kanadischen Westküste. Neben Smyls Trikotnummer wurde am 17. Dezember 2008 das Trikot mit der Nummer 16 von Trevor Linden aus der Vergabe genommen und – wie Smyls Nummer auch – als Banner unter die Hallendecke der Rogers Arena gehängt. Am 11. Dezember 2010 folgte die Nummer 19 des langjährigen Kapitäns Markus Näslund. Vor dem Spiel gegen die Toronto Maple Leafs am 2. November 2013 folgte die Nummer 10 der „Russian Rocket“ Pawel Bure. Vor dem Spiel gegen die Chicago Blackhawks am 12. Februar 2020 folgten die Nummern 22 und 33 von Daniel und Henrik Sedin.
Neben diesen beiden Nummern wird auch die Trikotnummer 11, die zwischen 1970 und 1973 von Wayne Maki getragen wurde offiziell nicht mehr vergeben, gilt aber nicht als offiziell gesperrt. Maki war am 1. Mai 1974 im Alter von 29 Jahren an einem Gehirntumor gestorben. Während seiner aktiven Zeit galt er als einer der ersten Stars des Franchise. Lediglich Mark Messier trug zwischen 1997 und 2000 bei den Canucks diese Trikotnummer, da er sie schon bei Edmonton Oilers und New York Rangers getragen hatte. Seit dem 29. Mai 2008 wird die Trikotnummer 28 von Luc Bourdon inoffiziell nicht mehr vergeben, da er bei einem Motorradunfall ums Leben kam. Am 15. August 2011 wurde die Trikotnummer 37, von Rick Rypien inoffiziell gesperrt, da er an diesem Tag Selbstmord beging. Des Weiteren wird die berühmte 99 des Kanadiers Wayne Gretzky nicht mehr an einen Spieler vergeben, da sie seit dem 6. Februar 2000 offiziell durch die Liga gesperrt ist.

### Top-10-Wahlrechte im NHL Entry Draft
| Name               | Jahr | Draft-Position |
| Dale Tallon        | 1970 | 2.             |
| Jocelyn Guèvremont | 1971 | 3.             |
| Don Lever          | 1972 | 3.             |
| Dennis Ververgaert | 1973 | 3.             |
| Bob Dailey         | 1973 | 9.             |
| Rick Blight        | 1975 | 10.            |
| Jere Gillis        | 1977 | 4.             |
| Bill Derlago       | 1978 | 4.             |
| Rick Vaive         | 1979 | 5.             |
| Rick Lanz          | 1980 | 7.             |
| Garth Butcher      | 1981 | 10.            |
| Cam Neely          | 1983 | 9.             |
| J. J. Daigneault   | 1984 | 10.            |
| Jim Sandlak        | 1985 | 4.             |

| Name          | Jahr | Draft-Position |
| Dan Woodley   | 1986 | 7.             |
| Trevor Linden | 1988 | 2.             |
| Jason Herter  | 1989 | 8.             |
| Petr Nedvěd   | 1990 | 2.             |
| Alek Stojanov | 1991 | 7.             |
| Brad Ference  | 1997 | 10.            |
| Bryan Allen   | 1998 | 4.             |
| Daniel Sedin  | 1999 | 2.             |
| Henrik Sedin  | 1999 | 3.             |
| Luc Bourdon   | 2005 | 10.            |
| Cody Hodgson  | 2008 | 10.            |
| Bo Horvat     | 2013 | 9.             |
| Jake Virtanen | 2014 | 6.             |
| Olli Juolevi  | 2016 | 5.             |

| Name              | Jahr | Draft-Position |
| Elias Pettersson  | 2017 | 5.             |
| Quinn Hughes      | 2018 | 7.             |
| Wassili Podkolsin | 2019 | 10.            |

Bisher konnten die Vancouver Canucks seit dem NHL Amateur Draft 1970 31 Spieler unter den ersten zehn Rechten wählen, darunter in den Jahren 1973 und 1999 jeweils zwei Spieler.

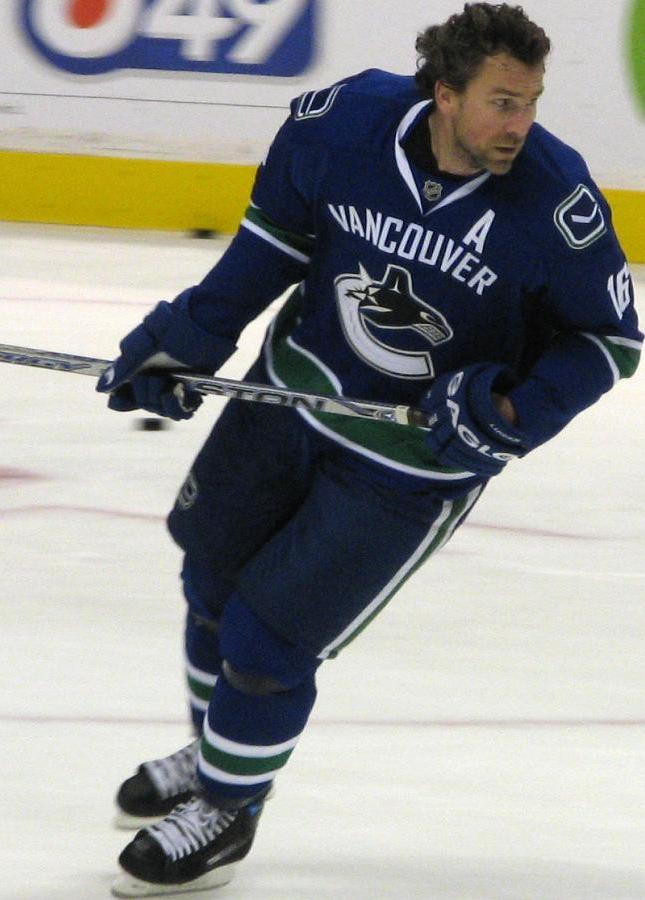
Trevor Linden wurde 1988 als Zweiter ausgewählt

Über den Draft verpflichteten die Canucks in den ersten Jahren stets Spieler, die auch zu Leistungsträger avancierten. Nur wenig nennenswerten Erfolg hatte das Team jedoch mit Spielern, die in späteren Runden verpflichtet wurden. Hier stehen lediglich Harold Snepsts (1974) und Stan Smyl (1978) hervor. Die zwischen 1979 und 1984 ausgewählten Spieler, Rick Vaive, Cam Neely und J. J. Daigneault, hatten eine solide NHL-Karriere, jedoch nicht in Vancouver. Auch in den Tauschgeschäften, bei denen diese Spieler das Team verlassen hatten, erhielten die Canucks keine Spieler, die wesentlichen Einfluss auf den Teamerfolg hatten. Einzige Ausnahme war der Transfer von Alek Stojanov zu den Pittsburgh Penguins im Tausch für Markus Näslund. Während sich Stojanov nie in der NHL durchsetzen konnte, avancierte Näslund zwischen 1996 und 2008 zu der Führungspersönlichkeit des Teams.
Später wurde mit Trevor Linden ein Spieler geholt, der für viele Jahre zu einer Galionsfigur des Teams wurde. In diesen Jahren hatte das Franchise sich auch mit Igor Larionow, Wladimir Krutow und Pawel Bure die Rechte an drei sowjetischen Spieler gesichert, die damals noch nicht in den Westen ausreisen durften. Nach der Öffnung des Eisernen Vorhangs profitierte Vancouver von dieser Entscheidung. Ein besonderer Coup gelang den Canucks 1999, als es ihnen durch eifrige Tauschaktivitäten gelang, sich das zweite und dritte Recht zu sichern, um die Zwillinge Daniel und Henrik Sedin auszuwählen.

### Franchise-Top-Punktesammler
Die zehn besten Punktesammler in der Geschichte des Franchise bis zum Ende der regulären Saison 2024/25 und der Playoffs 2025.
Abkürzungen: Pos = Position, GP = Spiele, G = Tore, A = Vorlagen, Pts = Punkte, P/G = Punkte pro Spiel
| Name             | Pos | Saison          | GP   | G   | A   | Pts  | P/G  |
| Henrik Sedin     | C   | 2000/01–2017/18 | 1330 | 240 | 830 | 1070 | 0,80 |
| Daniel Sedin     | LW  | 2000/01–2017/18 | 1306 | 393 | 648 | 1041 | 0,80 |
| Markus Näslund   | LW  | 1995/96–2007/08 | 884  | 346 | 410 | 756  | 0,85 |
| Trevor Linden    | C   | 1989/90–1997/98 | 1140 | 318 | 415 | 733  | 0,64 |
| Trevor Linden    | C   | 2001/02–2007/08 | 1140 | 318 | 415 | 733  | 0,64 |
| Stan Smyl        | RW  | 1978/79–1990/91 | 896  | 262 | 411 | 673  | 0,75 |
| Thomas Gradin    | C   | 1978/79–1985/86 | 613  | 197 | 353 | 550  | 0,89 |
| Pawel Bure       | RW  | 1991/92–1997/98 | 428  | 254 | 224 | 478  | 1,11 |
| Tony Tanti       | LW  | 1982/83–1989/90 | 531  | 250 | 220 | 470  | 0,88 |
| Elias Pettersson | C   | seit 2018/19    | 471  | 185 | 272 | 457  | 0,97 |
| Todd Bertuzzi    | LW  | 1997/98–2005/06 | 518  | 188 | 261 | 449  | 0,86 |

| Name            | Pos | GP  | G  | A  | Pts | P/G  |
| Trevor Linden   | C   | 118 | 34 | 61 | 95  | 0,80 |
| Henrik Sedin    | C   | 105 | 22 | 55 | 78  | 0,74 |
| Daniel Sedin    | LW  | 102 | 25 | 46 | 71  | 0,70 |
| Pawel Bure      | RW  | 60  | 34 | 32 | 66  | 1,10 |
| Geoff Courtnall | LW  | 65  | 26 | 35 | 61  | 0,93 |
| Cliff Ronning   | C   | 72  | 24 | 34 | 58  | 0,80 |
| Jyrki Lumme     | D   | 72  | 9  | 31 | 40  | 0,55 |
| Thomas Gradin   | C   | 38  | 17 | 21 | 38  | 1,00 |
| Ryan Kesler     | C   | 57  | 12 | 26 | 38  | 0,67 |
| Alexander Edler | D   | 82  | 8  | 30 | 38  | 0,46 |

### TSN’s All-Canucks Team
Zum 40-jährigen NHL-Geburtstag der Canucks im Jahr 2010 stellte der kanadische Fernsehsender TSN unter Mithilfe des langjährigen Fernsehkommentators der Vancouver Canucks, Jim Robson, ein Team, bestehend aus 20 Spielern, zusammen. Im Gegensatz zur üblichen Vorgehensweise, die besten und bekanntesten Spieler in ein solches Team zu wählen, legte das entscheidende Gremium wert darauf, einen möglichst realistischen Kader mit entsprechenden Rollenspielern zusammenzustellen.
Das Team bestand aus insgesamt 20 von annähernd 500 Spielern, die in den 40 Jahren des Bestehens für das kanadische Franchise aufs Eis gegangen waren. Darunter befanden sich zwölf Stürmer verteilt auf vier Sturmreihen, sechs Verteidiger zu je drei Pärchen und zwei Torhüter.
| Reihe | Stürmer        | Stürmer          | Stürmer       |
| 1     | Markus Näslund | Trevor Linden    | Stan Smyl     |
| 2     | Daniel Sedin   | Henrik Sedin     | Pawel Bure    |
| 3     | Don Lever      | Thomas Gradin    | Tony Tanti    |
| 4     | Greg Adams     | Patrik Sundström | Todd Bertuzzi |

| Reihe | Verteidiger    | Verteidiger    |
| 1     | Mattias Öhlund | Harold Snepsts |
| 2     | Jyrki Lumme    | Dennis Kearns  |
| 3     | Doug Lidster   | Ed Jovanovski  |

| Torhüter       |
| Kirk McLean    |
| Roberto Luongo |